# 小行星9121
小行星9121（英語：9121 Stefanovalentini）是一颗围绕太阳公转的小行星。1998年2月24日，V. S. Casulli在Colleverde发现了此天体。
这颗小行星的绝对星等为338.4414887830306等。